# قرية البيضاء (مناخة)

تعديل مصدري - تعديل

قرية البيضاء هي إحدى قرى عزلة لهاب بمديرية مناخة التابعة لمحافظة صنعاء، بلغ تعداد سكانها 209 نسمة حسب تعداد اليمن لعام 2004.